# Omar Sohrawardi
 (décembre 2017).
Ne doit pas être confondu avec Shahab al-Din Sohrawardi ou Najib Sohrawardi.
Omar Sohrawardi est un shaykh soufi né en 1145 et mort à Bagdad en 1234. Avec son oncle Najib Sohrawardi, dont il fut l'élève, il est le fondateur de la tariqa soufie Suhrawardiyya, qui existe toujours. Il fut le conseiller théologique du khalife abbasside Nasir li-din Allah.

## Œuvre
Son œuvre de penseur comprend un traité contre les "falasifa" (les philosophes hellénisants), une somme du soufisme Les Bienfaits des connaissances spirituelles, devenu un manuel courant du soufisme pendant des siècles, traduit en persan et en turc ; deux traités sur la Futuwah (chevalerie spirituelle, compagnonnage) à l'origine d'une longue lignée d'ouvrages sur ce sujet et montrant bien les liens qui unissent fotowwat et soufisme.